# 輸出信用機関
輸出信用機関（ゆしゅつしんようきかん、Export Credit Agency、ECA）とは、輸出金融、貿易保険、保証及び貿易金融等を行う公的機関である。

## 各国の輸出信用機関
日本
国際協力銀行（JBIC）
日本貿易保険（NEXI）
アメリカ合衆国
合衆国輸出入銀行（Ex-Im Bank）
ドイツ
ユーラーヘルメス（Euler Hermes）